# Dempo (Berg)
Der Dempo ist ein 3173 m hoher Stratovulkan in der Provinz Südsumatra auf der indonesischen Insel Sumatra.
In der Nähe des Gipfels finden sich Reste von sieben Kratern. Am nordwestlichen Ende der Kraterzone befindet sich ein 400 Meter großer Kratersee.